# Otto Hellberg

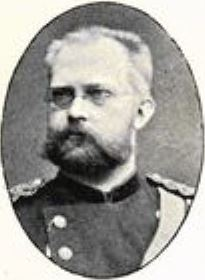
Otto Hellberg.

Carl Otto Levton Theodor Hellberg, född 12 februari 1853 i Stockholm, död där 7 januari 1908, var en svensk läkare. Han var far till Eira Hellberg.
Hellberg blev student vid Uppsala universitet 1872, medicine kandidat 1880 och medicine licentiat 1884. Han var lasarettsläkare i Hudiksvall 1884–1896 och järnvägsläkare vid bandelen Delsbo–Hudiksvall 1889–1899. 